# Ministério da Saúde Pública (Tailândia)

O Ministério da Saúde Pública (em tailandês: กระทรวง สาธารณสุข;  Krasuang Satharanasuk), é o órgão governamental responsável pela fiscalização da saúde pública na Tailândia.

## História
Na Tailândia, antes de 1888, não existiam hospitais permanentes públicos de prestação de cuidados aos doentes. Hospitais temporários foram criados para cuidar de pacientes durante as epidemias, que eram desfeitos quando a epidemia diminuía. Sob o reinado de Rama V (Rei Chulalongkorn), um hospital foi construído e concluído em 1888 e denominado "Hospital Siriraj", em comemoração ao jovem filho do rei, o príncipe Siriraj Kakuttaphan, que morreu de disenteria.
Durante o reinado do Rei Rama VIII, o Ministério da Saúde Pública foi criado em 10 de março de 1942, como resultado da promulgação da Lei de Reorganização de ministérios e departamentos (Emenda nº 3) de 2485. Mais tarde, em 1966, a data de 27 de novembro foi escolhido como o dia de comemoração da fundação do Ministério de Saúde Pública.